# Pietraszowce
Pietraszowce (biał. Петрашэўцы, Pietraszeucy; ros. Петрашевцы, Pietraszewcy) – wieś na Białorusi, w obwodzie grodzieńskim, w rejonie wołkowyskim, w sielsowiecie Werejki.
W dwudziestoleciu międzywojennym leżały w Polsce, w województwie białostockim, w powiecie grodzieńskim, w gminie Gudziewicze.
Według Powszechnego Spisu Ludności z 1921 roku wieś zamieszkiwały 244 osoby, 201 było wyznania rzymskokatolickiego, a 43 prawosławnego. Wszyscy mieszkańcy zadeklarowali polską przynależność narodową. Było tu 45 budynków mieszkalnych.
Miejscowość należała do parafii rzymskokatolickiej w Repli i parafii prawosławnej w Gudziewiczach.
Podlegała pod Sąd Grodzki w Indurze i Okręgowy w Grodnie; właściwy urząd pocztowy mieścił się w Gudziewiczach.